# 張直方
張直方（？—881年），范陽（治今北京城西南）人，唐朝將領。

## 生平
盧龍留後張仲武之子。仲武死後，張直方被擁立為留後，性殘忍，喜遊獵，多日不歸。尤好食動物胚胎，經常活剝懷孕中的牛、羊、豬、狗。因嗜酒凌虐士卒，軍中大亂，张得辅欲杀张直方以代之，张直方的牙将阎好问经过一场激战，勉強穩定局勢。後以打獵為名，逃回長安，軍中遂立周綝為盧龍留後。唐廷念及其父張仲武之功，將共封為金吾大將軍。殘暴不改，曾以小罪笞殺金吾使，貶為右羽林統軍，因小過屢殺家中奴婢，再贬为恩州司户。鄭畋任宰相時念舊，又赦還為金吾大將軍。家必須用雞蛋洗鍋具，每日所費的雞蛋無數。
中和元年（881年），黃巢軍進入長安，張直方率眾到灞上（灞橋，今西安市東）迎接黃巢大軍進城，頗得信任。冒險收留唐大臣豆盧瑑、崔沆、琮等數百人。又與鳳翔節度使鄭畋暗通消息，事泄，黃巢怒誅直方三族。